# 流浪地球 (电影)
《流浪地球》是2019年上映的中国大陆3D科幻电影，改编自刘慈欣所著同名小说，由郭帆导演，刘慈欣监制，吴京、屈楚萧、李光洁、吴孟达、赵今麦领衔主演，雷佳音友情出演。本片主要敘述太陽即將膨脹吞噬太陽系之時，人類社會开启「流浪地球」計劃，並傾盡所有力量製造「行星發動機」驅使地球逃離太陽系前往新家園的途中，地球經過木星附近時所發生的故事。
主要拍攝工作于2017年5月在山东省青岛市开始，並於同年9月結束，進入後期製作。《流浪地球》于2019年1月28日在北京举行了“奔向未来”主题首映礼，并于2019年2月5日（农历己亥年大年初一）在中国大陆上映，获得票房46.88亿人民币，票房最高时总额位列中国内地最高电影票房亚军，现为中国影史票房第五名。美国流媒体巨头Netflix于2019年2月宣布获得除中国大陆地区外的全球流媒体播放权，并将会翻译成28种语言，其中中文配音额外添加“音频描述”选项（AD）。该片于2019年4月30日上线优酷，爱奇艺，腾讯视频和Bilibili（中国大陆地区）和Netflix（国际发行，除中国大陆地区）。并在同年赢得第32届金鸡奖最佳故事片和最佳录音奖。
前传《流浪地球2》于2023年1月上映。

## 剧情
人类预测在不久的將來，太陽核心急速老化，將膨脹吞噬整個太陽系，地球面臨毀滅。為求生存，人類社會开启「流浪地球」計劃，製造一万座「行星發動機」和两千座“转向发动机”, 試圖帶著地球一起逃出太陽系前往新家園。人类建造和發射了“领航者号”国际空间站，为地球提供预警、领航、通讯服务。
2075年，为利用引力弹弓效应，地球航行到木星附近。航天员刘培强的儿子刘启带着妹妹韩朵朵从北京地下城来到地表，用外公韩子昂的车卡偷开运载车，被发现并被关押于济宁派出所。韩子昂赶到并行贿看守未果，被一同关押。

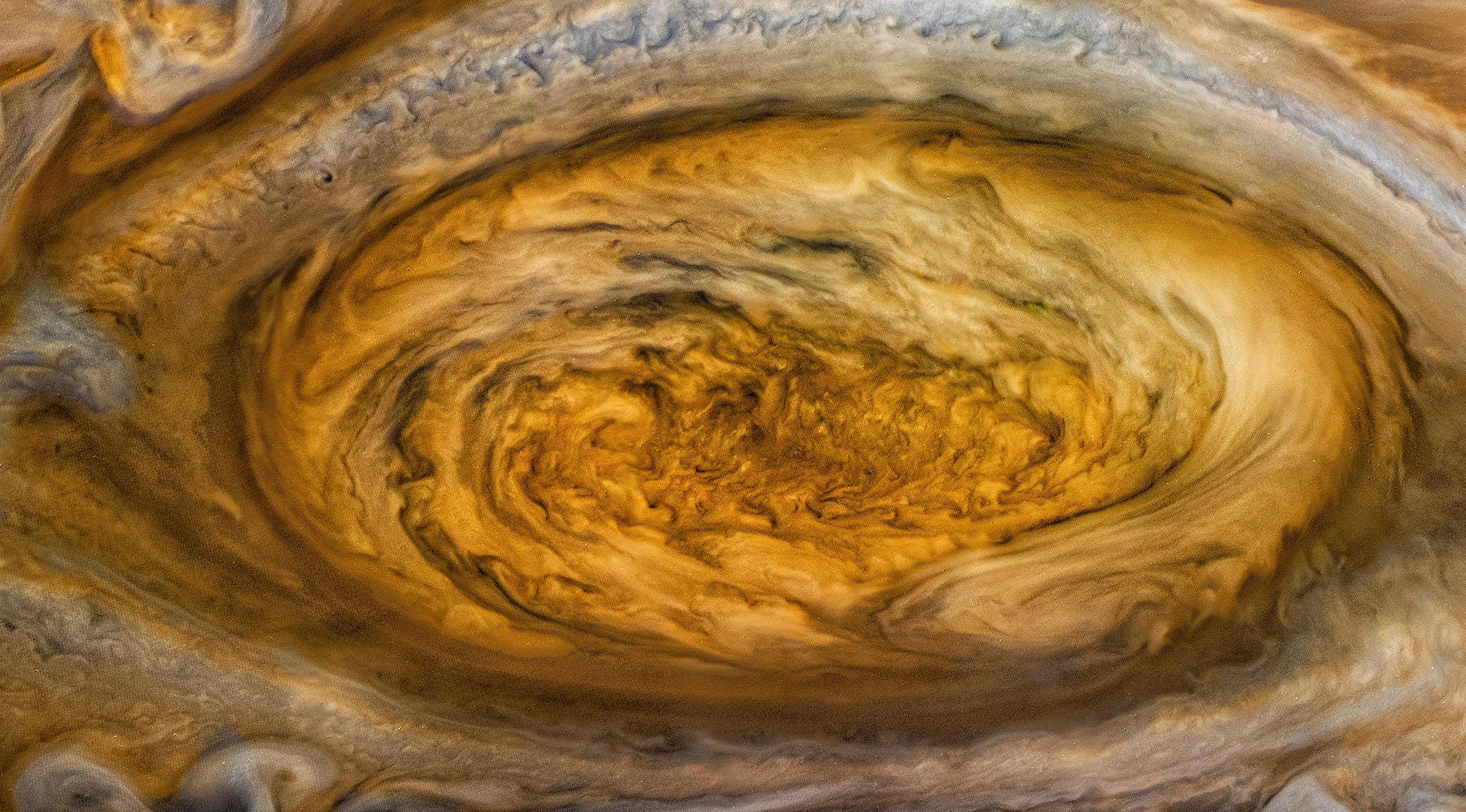
电影中出现的木星大红斑

此时，木星引力突然增大，地球地壳变动，五千余座行星发动机停机，地球失去足夠的推力而逐渐坠入木星，将因进入木星的刚体洛希极限而解体。联合政府紧急动员救援部隊搶修故障發動機，刘启、韩朵朵、韩子昂和狱友Tim四人从倒塌的派出所逃出，他们駕駛的运载车被CN171-11救援队（队长为王磊）征用，前去救援杭州一号行星发动机。经过已完全冰封上海地面裂縫时运输车隊被地殼變動導致的冰層塌方壓毀，其後在徒步運送火石的过程中多名救援队员牺牲，與小隊失散的韩子昂也因防護服破損導致氧氣洩漏及失温死亡。之后刘启、韩朵朵、Tim因不滿王磊過度著重任務而离开救援隊，隨後找到另外一台因大氣層稀薄化導致飛機墜毀、救援隊全體失蹤但車況良好的火石运载车以及技術員李一一，在後者極力爭辯下三人决定执行该救援队既定的救援苏拉威西三号转向发动机的任务，前往苏拉威西。而王磊小队得知杭州一号行星发动机损坏且杭州4号行星发動机的地下城被岩浆毁滅且火石損耗殆盡導致無處可去之下亦加入了刘启等人。即将到达苏拉威西时，他们得知苏拉威西三号转向发动机已被其他救援队重启。“领航者号”国际空间站人工智能（名为“MOSS”）随后以联合政府名义向全球广播：大部分发动机已经修复，但不足以将地球推离木星，地球将在七天后解体。廣播後不論地下世界和救援部隊頓時分崩離析，無處可去的刘启想到可以点燃混有木星原有的氢气和从地球吸引而来的氧气的木星大气，从而製造足夠的衝擊波推开地球。
“领航者号”国际空间站上的刘培强即将进入休眠时与刘启失联。刘培强强行打开休眠舱，发现空间站正在远离木星，刘培强说服被MOSS唤醒来阻止他的俄罗斯航天员马卡洛夫，他们经空间站外通过太空行走前往空间站主控室，在途中马卡洛夫因航天员头盔被MOSS击碎而死。刘培强在主控室得知，木星引力引力激增发生时，MOSS在三号紧急预案启动后的0.42秒後即推算得出“流浪地球计划”失败兼且救援行動和點燃木星方案無用，而基於此推算之下自行授權、启动携带人类文明记录逃离的“火种计划”。地面上的刘启等人决定修改发动机程序，用苏拉威西三号转向发动机点燃木星大气，刘培强说服联合政府为王磊小队打开全球广播呼唤支援，并共享了点燃木星方案，隨後還在撤離當中的救援部隊頓時回到崗位全力協助。苏拉威西三号发动机、新加坡一号发动机及雅加达四号发动机，三座行星发动机实行了点燃木星方案，但它们的喷射流距木星大气仍有五千多公里而無法點燃。刘培强向联合政府申请牺牲空间站以換取其燃料在木星地球夾縫當中爆炸去補足那五千公里的引爆距離，MOSS随即屏蔽空间站通讯。刘培强關閉消防系統並以马卡洛夫送给他的伏特加烧毁MOSS的核心节点讓其失效，以夺得空间站控制权，並释放空间站的休眠仓，经联合政府同意，刘培強手動驾驶空间站进入喷射流。空间站的爆炸点燃了木星大气，地球被推离木星。
三年后，刘启成长为一名运载车初階驾驶员，韓朵朵和李一一也成為了運載車車組成員，而他前往地表經過的北京地下城也從之前的木星引力危機當中恢復過來，而地球則繼續前往新家園的旅途。

## 演员表

### 主要角色
| 演员                  | 角色       | 介绍                                         | 备注:                            |
| --------------------- | ---------- | -------------------------------------------- | -------------------------------- |
| 吴京                  | 刘培强     | 领航员号国际空间站航天员，刘启之父，军衔中校 |                                  |
| 屈楚萧                | 刘启       | 刘培强之子                                   | 外号“户口”                       |
| 李光洁                | 王磊       | CN171-11救援队队长，军衔上尉                 |                                  |
| 吳孟達                | 韩子昂     | 高级驾驶员，刘启的外祖父                     |                                  |
| 赵今麦                | 韩朵朵     | 中学生，被韩子昂救起的孤儿，被他收养为孙女   | “韩朵朵”原为韩子昂已故女儿的名字 |
| 雷佳音                | 一哥       | 北京地下城棋牌室老板                         |                                  |
| 隋凯                  | Tim        | 中国和澳大利亚混血                           |                                  |
| 屈菁菁                | 周倩       | CN171-11救援队成员，医疗兵，军衔中尉         |                                  |
| 张亦驰                | 李一一     | 紧急技术观察员，软件工程师                   |                                  |
| 杨皓宇                | 何连科     | CN171-11救援隊成員，硬件工程师               |                                  |
| 阿尔卡基·沙罗格拉茨基 | 马卡洛夫   | 领航员号国际空间站航天员                     | 俄罗斯人                         |
| 李虹辰                | 张小强     | CN171-11救援隊成員，装填兵                   |                                  |
| 杨轶                  | 溜子／杨捷 | CN171-11救援隊成員，侦察兵                   |                                  |
| 姜志剛                | 赵志刚     | CN171-11救援隊成員，驾驶兵                   |                                  |
| 張歡                  | 黄明       | CN171-11救援隊成員                           |                                  |

### 次要角色及客串
| 演员     | 角色         | 介绍                       | 备注                                                         | 参考   |
| -------- | ------------ | -------------------------- | ------------------------------------------------------------ | ------ |
| 刘慈欣   | 航天员       |                            | 《流浪地球》原作者                                           | [ 16 ] |
| 郭京飞   | 航天员       |                            |                                                              | [ 16 ] |
| 张子贤   | 黄国盛       | 刘培强离岗交接对象         |                                                              | [ 16 ] |
| 郭帆     | 叉车司机     |                            | 《流浪地球》导演                                             | [ 16 ] |
| 宁浩     | 烧烤店老板   |                            |                                                              | [ 16 ] |
| 路阳     | 安检员       |                            |                                                              | [ 16 ] |
| 张宁     | 安检员       |                            | 《流浪地球》制片人之一                                       | [ 16 ] |
| 张小北   | 轨道车司机   |                            |                                                              | [ 16 ] |
| 饶晓志   | 空间站工程师 |                            |                                                              | [ 16 ] |
| 王智     | 韩朵朵       | 刘启的妈妈、刘培强已逝妻子 |                                                              | [ 16 ] |
| 龚格尔   | 狱警         |                            | 《流浪地球》制片人、编剧之一                                 |        |
| 陶珞依   | 语文老师     |                            |                                                              |        |
| 沈晶晶   | 女兵         |                            | 《流浪地球》编剧之一，郭帆的导演助理，宣传曲《有种》的作词者 |        |
| 梁海东   | 电梯乘客     |                            | 《流浪地球》副导演                                           |        |
| 张倩     | 受伤的妻子   |                            |                                                              |        |
| 刘萱琳   | 女领航员     |                            |                                                              |        |
| 陈烁     | 女播音员     |                            |                                                              |        |
| 高岛真一 | 日本救援队员 |                            |                                                              |        |
| 郭赫轩   | 幼年刘启     |                            |                                                              |        |
| 李卓钊   | 少年刘启     |                            |                                                              |        |
| 王一斐   | 幼年韩朵朵   |                            |                                                              |        |

## 制作

### 发展阶段
2012年，中影购买了刘慈欣三部非常有名的科幻小说版权，一部是《流浪地球》，一部是《超新星纪元》还有《微纪元》。将《流浪地球》一书改编为电影的计划首先于中影股份2014年电影项目推介会公开，显示预估制作成本将为5000万美元。2015年中旬，中影制片分公司找到郭帆，探讨合作意愿。郭帆回复他特别想拍科幻片，而当时中影下有三个刘慈欣的小说版权，分别是《流浪地球》、《微纪元》和《超新星纪元》。由于后两部的技术要求更高以及时代设定更遥远，郭帆选择了《流浪地球》，并认为其更贴近未来，技术上的延伸可以容易跟观众产生共情。2018年，在采访中，郭帆坦言做导演的缘由是因为《终结者2》，他看到以后便被画面、特效吸引，所以开始想拍科幻片。他认为改编刘慈欣作品主要难在两个层面：提炼世界观和创作剧本，想象力反而不是中国创作者的短板。电影上映后，宁浩在采访中透露《流浪地球》的版权是由他卖给中影股份的，今天这部电影能有这样的成绩他也很高兴，终于不用再担心对不起刘老师了。

### 前期制作
2016年7月中旬，《流浪地球》于广电总局剧本备案中正式立项，并确定由郭帆执导。
在前期制作阶段，郭帆首先需考虑电影的重心和与原著的关系，并认为「小说我们可以选择不同的视角，比如刘慈欣经常会选上帝视角、宇宙视角看待人类，时间线很宏大，跨越几千年。但电影很难去表达这个，电影如果花两小时表达详尽的世界观，就变成科教片了」。所以他认为电影只能将小说故事作为背景，并须把故事核心放在人物和情感上。在这基础上，剧组开始考虑原著哪一部分更适合作为电影背景。对于这一点，郭帆强调「电影需要具象化的呈现，必须要找一个能够让观众觉得很有意思的对比，或者能有视觉冲击力的画面」。最后，他决定将通过木星引力加速到逃逸的故事作为电影背景，并最终将这一个在原著中仅仅只占约五段话篇幅的故事进行几乎完全的改编，作为故事主体。选择木星的原因也正是因为其视觉冲击力：地球对人类来讲十分庞大，但当把我们的家园和体积是地球一千三百多倍的木星比较时，就变得非常渺小、特别脆弱。
在确定木星这个背景后，剧组即开始考虑世界观，这也是郭帆认为筹备环节中最艰难一部分。整个世界观的设定耗时八个月，从社会层面的政治、经济、文化、教育、娱乐、饮食，到自然科学层面的地球物理环境的变化、地球与其他星体的关系、如何脱离太阳，剧组都进行了相关的考虑，更邀请不少中国科学院的学者和教授共同探讨，确定能够建立一套严谨的世界观。同时，剧组也编写了一部一百年的编年史，包括自1987年起一百年间的大事，将现实世界和电影世界串联在一起。除文本外，三百多人的概设团队和美术团队亦历经了十五个月的设计、绘制、规划和搭建，制作并呈现了三千张概念设计——包括行星发动机、地下城、运载车等所有场景的细节构思——和八千多张分镜头画稿。
2019年，喇培康在采访中称：“这部影片又是中国影片，中影主投主发主控，所以我们肯定要塑造中国的英雄，不能创造像美国那样的独狼英雄，所以这部影片呈现是以中国人为代表的，全人类共同拯救地球的理念。”
《流浪地球》将是原著作者刘慈欣第一部真正从文字到影像的作品，而在电影几乎快拍摄完成时，郭帆才第一次和刘慈欣见面讨论。刘慈欣表示相当包容电影改编，并对其寄予厚望。他称：“电影和小说是很不一样的，它们遵循的艺术规律完全不同，我认为电影主要创作者应该是导演、编剧、制片人，作为原作者应该给予他们极大的信任与自由。”
2017年寻求合作伙伴北京文化加入到这个项目当中，和中影股份作为影片的主出品方，一起把这部影片拍完。

### 拍摄

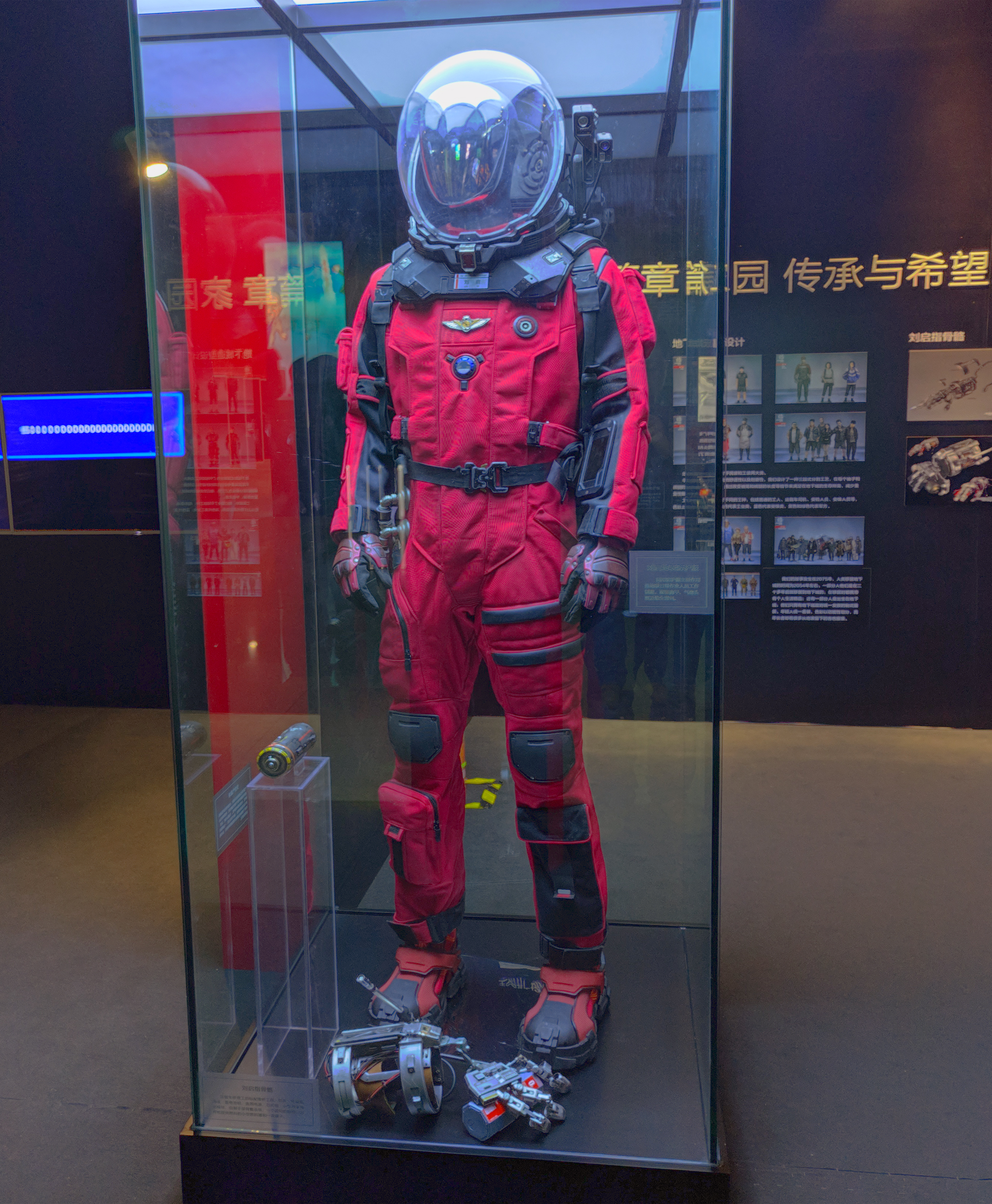
电影中使用的地表保护服

2017年5月26日，《流浪地球》在山东省青岛市正式开机，大部分场景均于青岛东方影都拍摄，地面场景于同年9月27日杀青。在拍摄过程中，郭帆曾刻意要求演员把表演状态调节为较为夸张的舞台剧，而非写实演出。对此他解释，由于中国科幻当时面对的工业难度，他们无法像《星际穿越》或《阿凡达》一样做出纪录片似的写实感，所以他决定想办法把电影「做得有点卡通质感」，并让演员也往这一方向靠近，以和并不这么写实的场景质感匹配。导演郭帆和龚格尔组建了三百多人的美术团队，历时15个月准备了三千余张概念图和八千多张分镜。参与这部影片的人数达到7000人，道具达1万件；10万平方米的延展布景相当于15个足球场。郭帆表示：“如果按照好莱坞中上游水准作为标准，我们当前的拍摄制作差距大概是25—30年，特效差距稍微短一些，大概15年左右。很长一段时间我都会制作和科幻有关的电影”。
影片拍摄制作的前期，剧组还遭遇过投资方撤资。郭帆和龚格尔便分别卖掉了自己的房、车，垫资推进电影制作。吴京是在拍摄开始后进入剧组，他原本只是计划客串，但不仅没有拿到片酬，还自行投资了6000万元，成为出品人。喇培康在时光网的采访中称：“主投资方就是中影和北京文化，后来郭帆也要求做出品方，吴京进来了也要做出品方。本来吴京是客串两天，结果变为31天，关键他也喜欢这个片子，演员都是很忙的，如果他不喜欢片子，可能客串这么久吗？他喜欢这个片子，并且愿意投资，于是这个主投方就变为四家，中影北京文化吴京和郭帆。确实没有吴京和郭帆这两个人的贡献，这个影片不可能这么火，他俩是影片的灵魂人物”。2018年9月，在第17届全国院线国产影片推介会上，郭帆也澄清出演该片的吴京并非友情客串：“友情是有的，但不是客串”。2019年，在“学习强国”节目中，被主持人提问，郭帆导演是如何说服他投资参演《流浪地球》的？吴京幽默地回答说“我就看着他这张英俊的脸，什么也没听进去”。影片裏的一些道具服装还是从宁浩剧组借的。
拍摄涉及的道具防护服由北京物理特效421工作室及新西兰维塔工作室联合制作。

### 后期制作
全片的特效有75%由中国团队制作，包括MORE VFX、橙视觉、Blaad Studios（兆影视效），剩下的特效由韩国团队DEXTER STUDIOS和德国团队Pixomondo在内的其他国家团队制作，但无美国团队。希娜魔夫和新西蘭的維塔工作室負責物理特效，即太空人的機械鎧甲、運兵車和其他服裝造型等（約佔三成工作），風格配合情節設定；場景營造和CG特效則主要由中方團隊完成。郭帆称后期这一方面「我们（和一些海外团队）在美学上的认知区别依然很大」，并称「后期上当然是有困难，但是后期的困难不如前期大，中国的特效能力其实比实际拍摄的工业水准的差距要小，基本上能赶上韩国的级别，但是跟好莱坞的水平还是有差距的」。

### 配乐
《流浪地球》中的配曲主要由阿鲲创作，刘韬也负责了附加音乐部分，由英国皇家爱乐乐团在阿比路录音室录音制作完成。

### 片尾鸣谢
在《流浪地球》的片尾，除了特别鸣谢吴京先生，还鸣谢了刘德华先生。劉德華曾推出了“亞洲新星導”計劃，當時的新人導演寧浩曾以2006年上映的電影《瘋狂的石頭》憑藉這個計劃300万元的资金换来2300万票房和多个大奖，並捧紅了自己。此後寧浩效仿這一計劃启动了資助年輕導演拍攝電影的“坏猴子七十二变”计划，《流浪地球》的導演郭帆正是這一計劃的受益者，所以特別鳴謝劉德華先生。

## 宣传及发行

### 宣传
2017年12月29日，《流浪地球》发布了一支30秒先导概念短片，并预告可能将于2018年暑期上映。2018年3月8日，《流浪地球》发布了15秒预告，并首曝电影画面，预告片中，自称刘慈欣粉丝的奥巴马开场演讲、科幻迷心中的大神霍金惊喜出现、规模宏大的联合国大会现场、有“中国航天”字样的宇宙飞船升空等场景。2018年4月，在全国院线推介会上，《流浪地球》发布了新剧照并宣布吴京参演电影。2018年5月4日，《流浪地球》曝光了新剧照，吴京穿宇航服亮相，表情严肃探索太空。2018年7月，《流浪地球》发布长30秒的贴片预告。预告中的画面为吴京饰演的宇航员，和俄罗斯籍的同伴一起在空间站执行任务。。2018年9月，在第17届全国院线国产影片推介会上，作为影片出品方之一的中影股份代表也首次对外宣布电影《流浪地球》预计定档2019年春节档上映。2018年10月25日，《流浪地球》在中华航天博物馆举行了一场名为“冒险启程”的发布会并首次全阵容亮相，并同时宣布正式定档2019年大年初一（2月5日）上映，同日还发布了首支预告片及概念海报。2018年11月14日，《流浪地球》发布科幻特辑。2018年12月3日，《流浪地球》发布“行星发动机”版预告片以及更多海报。2018年12月12日，《流浪地球》发布“行星发动机全景版”海报。2018年12月19日，《流浪地球》发布“创想特辑”，特辑中影片原著兼监制刘慈欣以第一人称视角口述了想象成为影像的感受。
2019年1月15日，《流浪地球》发布由火箭少女101成员孟美岐演唱的推廣曲《有種》，其MV于次日上线。2019年1月26日，《流浪地球》发布由刘欢创作并独唱（鄭楚馨为童声演唱）的主题曲《带着地球去流浪》，其MV于1月28日上线。2019年2月2日，发布周笔畅演唱的《去流浪》。2019年2月11日，發布由楊宗緯演唱的推廣曲《星》。2019年1月8日，《流浪地球》发布角色海报及意义特辑。2019年1月14日，《流浪地球》发布父与子版预告片。2019年1月15日，《流浪地球》发布两款全阵容海报、海报以全阵容集结亮相。2019年1月16日，《流浪地球》发布IMAX版专属海报，同时由IMAX中国控股有限公司宣布，本片经由IMAX专利的数字原底翻版(DMR)技术转制为IMAX 3D版本。2019年1月21日，《流浪地球》发布终极预告片和终极海报。2019年1月25日，《流浪地球》发布了一张与《死侍2》联合设计的跨界海报。2019年1月31日，《流浪地球》发布由吴京献声的父子特辑。2019年2月2日，《流浪地球》发布主创IMAX采访特辑。2019年2月3日，《流浪地球》发布一组想象力主题海报。2019年大年初一（2月5日），电影《流浪地球》正式上映，并于同日发布希望版预告，影片凭借超高口碑打响了2019年春节档第一炮。2019年2月7日，《流浪地球》发布“众人拾柴”特辑，众多导演一起助力中国科幻。2019年2月22日，《流浪地球》发布中国风海报。

### 点映及首映
2019年1月20日，《流浪地球》举行超前观影会。2019年1月28日，《流浪地球》在北京举办“奔向未来”主题首映礼。

### 上映
《流浪地球》于2019年2月5日（农历己亥年大年初一）00：00在中国大陆以2D、3D、中国巨幕3D、IMAX 3D、杜比影院、STARX、DTS:X、4DX、MX4D、D-BOX、中国多维声和RealD 3D等形式正式上映。该片在中国大陆600多家IMAX影院同步上映、该片最高时刷新了IMAX在中国大陆的历史最高票房记录、也是中国大陆首部单片IMAX票房破3亿的影片。电影亦于同年2月9日在美国、加拿大、澳大利亚和新西兰部分地区上映（该片在北美和新西兰地区上映IMAX 3D版本），由华人文化产业投资基金负责发行。该片原先在中国大陆于3月5日下映，后发行方在2月22日决定将延长上映2个月至5月5日。2019年2月22日，安乐影片宣布会于2019年2月28日于港澳52间戏院上映。
有说法认为，由于电影上映时期正值春节档期，院线对时间有严格的限制要求，导致近乎50分钟的内容被临时删减。原先168分钟的时长设定，在院线播放时只有125分钟，影响了电影的情节。
2019年2月21日，Netflix宣布已购买《流浪地球》除中国内地以外的流媒体播放版权，并会将其翻译为28种语言，根据官方网站预告将于2019年4月30日在全球超过190个国家上线，中国内地流媒体播放权则归属优酷。然而，影片宣传并未获得Netflix的重视，预告片到了上线前一天才在亚洲区的YouTube频道放出，没有出现美国区频道，而4月和5月的新闻宣传稿中也从未提到过这部电影，即是美国观众并未知道影片上线。网友观影後发现，Netflix上线的版本与院线版存在出入，英文配音音轨的末尾各国联合救援部分音画不同步，英语和西班牙语音轨裏删除了各国救援队的语音，字幕也只显示俄罗斯人和中国人的自报姓名。该问题到5月10日修复，但配音依旧没有修复，因此观众会看到日本队员只有口型和字幕显示，但没有声音。
影片于2019年2月28日在香港、澳门上映。
2020年11月23日，影片的全新版本《流浪地球：飞跃2020特别版》发布海报，于2020年11月26日重映。該片爲了提振電影市場並回饋觀衆票价在15元或以下，影片发行方免除所有发行代理费用，影片发行的所有收益将全部用於支持COVID-19大流行期间的中国电影产业。

## 票房

### 中国大陆
《流浪地球》2019年2月4日（农历大年三十）午夜场票房报收1280万元人民币，夺得当日的票房冠军。
据猫眼电影统计，截至2019年2月24日，《流浪地球》在中国大陆票房超过43.57亿元人民币。因春节档档期竞争激烈，春节首日该片只有11.4%的排片。但因口碑良好于上映第3天起登顶日冠。2月8日，上映第4天该片票房突破10亿。2月10日，即中国大陆地区春节长假的最后一天（上映第6天），该片总票房突破20亿，成为中国大陆影史第14部破20亿的电影，截至2019年2月12日，该片投资方中国电影披露收益超1亿元人民币，北京文化收益也在8000万左右。2月14日（电影上映第10天）下午，片方宣布该片票房突破30亿，总额暂跻身中国电影历史第六位，打破了《战狼2》获得30亿元人民币票房的最快速度记录，成为第六部破30亿的电影，也是最快获得30亿元票房的电影。2月20日（电影上映第16天），该片总票房突破40亿，超过了2018年春节档电影，同时也超过了原中国影史票房前三名的电影《红海行动》，《唐人街探案2》。成为第二部破40亿的电影。2019年3月，该片主出品方之一中国电影股份有限公司发布公告，称《流浪地球》预计将为公司带来2.7亿至2.8亿的收益。该电影上映后，郭帆在被问到是否预料到票房能取得46亿佳绩并且还能不段攀升时，他表示：“没想到，和《同桌的你》的预期是一样的，只要不赔钱，就能继续做下去”。之后郭帆在谈到票房是否能够超越《战狼2》，他表示：“应该突破不了”。经过年终票房补录，《流浪地球》最终票房为46.88亿元人民币，票房最高时总额位列中国影史票房第二。此纪录一直到2019年8月31日由饺子执导的《哪吒之魔童降世》及2021年电影《你好，李焕英》、《长津湖》打破。现为中国影史票房第五名。
| 上一届： 《白蛇：缘起》 | 2019年中国内地一周票房冠军 第5周（2月4日—2月10日） 第6周（2月11日—2月17日） 第7周（2月18日—2月24日） | 下一届： 《阿丽塔：战斗天使》 |

### 香港
《流浪地球》在香港的票房表现一般。《香港01》报道称上映首日平均场次观众仅30余人，收入仅约30万港元，并将其归因于漫威电影《惊奇队长》即将上映的影响。《香港01》也报道称建制派为支持该片包下部分场次，邀请市民观看，其中全国人大常委范徐丽泰到场支持由经民联组织的一场观影活动。《环球时报》将《流浪地球》在香港票房不济归因于香港和内地的经济及文化差异两大因素有关，并引述香港影评人梁鹏飞的分析，指在香港能取得高票房的电影只有符合当地年轻人口味的新港片，以及由老牌港星压阵的警匪片。梁认为，这些电影讲的都是香港人身边的故事，是纯正的港片。中国大陆电影或两地合拍片，往往在香港“水土不服”。Mtime时光网报道则称“相比起内地成绩，《流浪地球》确实不值一提，不过要说在香港完全遇冷也并不客观”。根据票房网站Box Office Mojo数据，《流浪地球》香港首周票房约为212万，排在当周新上映影片第三，全部上映影片第五。

### 海外
北美方面，《流浪地球》则在64家影院小规模开画，首周共获得168万美元票房，单馆收益达到2.6万美元，随后扩大规模至最多129家影院，直至下映共取得588万美元，创下近五年来中国国产片的北美票房新高。
澳大利亚方面，《流浪地球》至下映时累计票房为106万美元。新西兰方面，累计票房23万美元。韩国方面，首周获得8.2万美元票房，累计票房9.9万美元。
据港媒报道，郭帆导演在美国曼哈顿举办见面会时谈到《流浪地球》的票房成功，称虽然影片取得成功，但主要是因为观众宽容，中国科幻电影和好莱坞仍有很大差距。他也说，《流浪地球》只是中国科幻电影发展的开始，因此电影的受众主要还是中国观众，在北美上映不代表“走出去”。郭帆也表示，现在的科幻片和国家对应的，只有国家的航天工业够强大，拍出的科幻片才能更被观众信任，等到中国的电影工业不断提升后，做出全球视角的科幻电影，那时才能称得上中国科幻片走向世界。

## 评价

### 积极评价
2019年1月20日，原著作者刘慈欣在参加完《流浪地球》超前观影会后，评价该电影是对其原作小说“一次全新的再创作”且“出乎意料的成功”。主持人张泉灵评价称，《流浪地球》不仅仅是给与该作品有共情的科幻迷看的，它还适合春节全家人一起去感受心灵的触碰；她还表示：“愿意去享受一次‘还好你在我身边’这样感受的人，这些人会在电影里面有所收获。”北京大学中文系教授戴锦华则认为：“这是一个‘愚公移山’的故事；一个几千年，不仅是人类自救，而且是和地球一起逃离的故事，同时，它仍然是父子故事，但父子故事放在了中国的血缘当中。”冯小刚在接受采访时，高度评价《流浪地球》是中国科幻题材的突破，有好莱坞类型片的架势。中国首名航天员杨利伟认为《流浪地球》有一定的科学依据，“反映了中华文化对家园的一种独特情怀，同时也反映了中国人的团队精神”。因《乌鸦》而出名的好莱坞制片人对新华社记者说：“中国电影业制作出《流浪地球》这样的好莱坞大片水准的电影，才真正获得了吸引世界各地观众的机会，才可能在全球票房角逐中获得成功。”
《纽约时报》以《中国电影业终加入“太空竞赛”》为题进行报道。《南华早报》则以“史诗级科幻电影”（a sci-fi movie of epic scale）形容该电影。BBC中文网将《流浪地球》称作一部“中国式科幻”，并认为该电影“反映了中国政治、文化、资本与观众等多方角力的现实”。《新京报》发表了影评人韩浩月的文章，认为《流浪地球》开启中国科幻电影元年，其成功之处在于把刘慈欣宏大的宇宙观嫁接到成熟的科幻电影制作工业体系当中。
《人民日报》于2019年2月12日至3月7日，连续在多个板块刊登《对国产科幻电影多一份期待》等多篇评论文章，认为“一部电影能成为公共话题、激发公共讨论，也意味着这部影片有讨论的价值，更意味着观众对中国科幻有着进一步的期待”，称赞《流浪地球》“将中国独特的思想和价值观念融入对人类未来的畅想与探讨”，“以其大胆想象和充满中国特色的叙事手法，为世界提供了观察中国文化和中国发展的独特视角”，“宣介人类命运共同体，体现大国担当”，“推动中国电影类型化、工业化新探索”，“不仅是中国科幻电影的里程碑，更是中国电影由高原向高峰迈进的一次成功的艺术实践，充分体现出中国电影的文化自信”。2019年2月12日，《流浪地球》与《疯狂的外星人》登上了中央电视台《新闻联播》，被点名表扬。节目中提出：“今年春节，8部国产新片集中上映，全家走进电影院成为越来越多人的休闲选择。其中，《流浪地球》和《疯狂的外星人》两部科幻电影制作精良，带动全民观影热潮。”
国家电影局于2019年2月20日在北京举办了《流浪地球》研讨会，副巡视员陆亮代表国家电影局祝贺影片主创团队，出品方代表回顾与《流浪地球》的结缘过程，特别感谢了三个男人：刘慈欣、郭帆与吴京，中宣部常务副部长、国家电影局局长王晓晖及与会专家也给予了类似的肯定。2019年2月26日晚，《流浪地球》登上了中央电视台《焦点访谈》栏目，导演、原著、编剧等主创现身，向观众们揭秘电影幕后的制作过程。在《焦点访谈》的采访中，众多观众均表示因电影的口碑而来，甚至不乏二刷三刷，不仅成年人爱看，影片也吸引了不少儿童观众。

#### 昵称
2019年2月5日，郭帆在其个人微博发布《给〈流浪地球〉的一封信》，开头为“小破球（电影《流浪地球》的昵称），你已经四岁半了。”

### 负面评价
《人民日报》在给予《流浪地球》积极肯定的同时，也指出“相对影视经典、科幻大片，《流浪地球》都还有一些差距”。而根据分析，观众也认为《流浪地球》存在演技不够、煽情戏比较尴尬、人物性格单薄、逻辑存在问题、剧情拖沓等多个问题，并希望《流浪地球》使用资深、成熟的演员。一些非华裔观众在观影后，指出影片的字幕过于简单，且与画面配合不够。时光网的一篇有关该网站编辑内部讨论的文章中，认为影片“刻意模仿好莱坞”“逻辑混乱”“浪费前所未有的科幻概念”。
香港中文大學文化及宗教系教授彭麗君指出：“在數位效果方面，中國的製作還沒有達到美國的水平，然後在故事情節方面它們當然非常中國化。還有巨大的審查制度，因此電影製作人可以講的事情很少。”
在刘慈欣的原著中，木星的引力本来被考虑在内并在“流浪地球计划”中被利用，但改编后的电影中却处理成引发灾难的意外，在有大量资深科学家开展计划的情况下显得不合理。而刘慈欣在原著内架构的那个世界观，以及原著内折射出的人性挣扎和思考。另外在人物的创作等多方面“存在硬伤”。中国科学院高能物理研究所研究员张双南则指出：“明明可以用技术业已成熟的洲际导弹点燃木星，为何偏偏要牺牲航天员的生命？”

### 网络评分
豆瓣电影得分7.9，有32.5%的用户给予其5星好评，有38.2%的用户给予4星。貓眼電影則根據249萬用戶的評分而獲得9.2。
在互联网电影资料库中，《流浪地球》的评分为6.0分（满分10分，截至2019年11月23日）。烂番茄截至2020年2月27日收集的35篇專業影評文章中，有25篇給出了「新鮮」的正面評價，「新鮮度」為71%，平均得分6.1分（滿分10分），观众评分为51%；在Metacritic上引用的8篇評論文章中，4篇予以好評，3篇給出混合評價，1篇差評，平均评分为57分（满分100分，截至2019年9月12日），綜合結果為「混合或平均評價」。

### 荣誉
电影《流浪地球》曾入围第9届北京国际电影节天坛奖（最佳影片）的最终角逐，但未能获颁该项奖，而是获得了最佳视觉效果奖。北影奖的评选委员会认为，该片“在视觉效果的追求上有雄心、有目标，最终有很高的完成度”。此外，《流浪地球》还获得了第26届北京大学生电影节的最佳影片奖和中宣部“五个一工程”优秀作品奖（电影）。2019年11月23日晚，在厦门市举办的第32届中国电影金鸡奖颁奖典礼上，《流浪地球》斩获最佳故事片奖时，出品方代表傅若清（中国电影股份有限公司副董事长兼总经理，华夏电影发行有限责任公司董事长）发表获奖感言：“非常幸运代表出品方来领这个奖。这个电影能取得这么好的社会、经济效益，感谢郭帆导演带领团队在四年时间里，用心用情用功地创作出这么好的影片，感谢刘慈欣老师的小说，特别感谢组委会和评委会的老师们。最后感谢福建，这是流浪地球的福地，我回到中影股份工作不到两个月的时间，就领了两次最佳影片，感谢！”
| 類別                               | 頒獎日期       | 獎項                                                                    | 結果       | 來源            |
| ---------------------------------- | -------------- | ----------------------------------------------------------------------- | ---------- | --------------- |
| 北京国际电影节                     | 2019年4月20日  | 天坛奖（最佳影片）                                                      | 入圍短名單 | [ 117 ] [ 113 ] |
| 北京国际电影节                     | 2019年4月20日  | 最佳视觉效果                                                            | 獲獎       | [ 117 ] [ 113 ] |
| 北京大学生电影节                   | 2019年4月28日  | 最佳影片                                                                | 獲獎       | [ 114 ]         |
| “五个一工程”奖                     | 2019年8月19日  | 优秀作品奖（电影）                                                      | 獲獎       | [ 115 ]         |
| 第32届金鸡奖                       | 2019年11月23日 | 最佳故事片                                                              | 獲獎       |                 |
| 第32届金鸡奖                       | 2019年11月23日 | 最佳录音（王丹戎、祝岩峰、刘旭）                                        | 獲獎       |                 |
| 第32届金鸡奖                       | 2019年11月23日 | 最佳导演（郭帆）                                                        | 提名       |                 |
| 第32届金鸡奖                       | 2019年11月23日 | 最佳摄影（刘寅）                                                        | 提名       |                 |
| 第32届金鸡奖                       | 2019年11月23日 | 最佳美术（郜昂）                                                        | 提名       |                 |
| 第九届北京市文学艺术奖             | 2020年5月      |                                                                         | 獲獎       |                 |
| 第十一届中国电影导演协会2019年表彰 | 2020年9月19日  | 年度电影                                                                | 獲獎       |                 |
| 第十一届中国电影导演协会2019年表彰 | 2020年9月19日  | 年度导演 （郭帆）                                                       | 提名       |                 |
| 第35届大众电影百花奖               | 2020年9月26日  | 最佳电影                                                                | 提名       |                 |
| 第35届大众电影百花奖               | 2020年9月26日  | 优秀电影                                                                | 提名       |                 |
| 第35届大众电影百花奖               | 2020年9月26日  | 最佳导演 （郭帆）                                                       | 獲獎       |                 |
| 第35届大众电影百花奖               | 2020年9月26日  | 最佳编剧 （龚格尔、严东旭、郭帆、叶俊策、杨治学、吴荑、叶濡畅、沈晶晶） | 提名       |                 |
| 第18屆中國電影華表獎               | 2023年5月23日  | 优秀故事片                                                              | 獲獎       |                 |
| 第18屆中國電影華表獎               | 2023年5月23日  | 优秀编剧（龚格尔、严东旭、郭帆、叶俊策、杨治学、吴荑、叶濡畅、沈晶晶）  | 獲獎       |                 |
| 第18屆中國電影華表獎               | 2023年5月23日  | 优秀导演（郭帆）                                                        | 提名       |                 |

## 後續影響

### 豆瓣评分
电影上映后，在影迷论坛、社交网络上形成了两种对立的评价，并逐渐演变成「好评」网友和「差评」网友之间的对抗和争吵。豆瓣网一度因为有影评人爆料有人疑似收费将四星评价在收到几万个讚之后改为一星，而豆瓣系统没有相应的预防机制，保留了点赞数，而遭到部分网友前往应用商店打差评。2月12日下午，豆瓣回应此事称《流浪地球》的评论中，并不存在“高讚好评被收买改为差评”的情况。500个热评（高讚评论）中仅有4位用户有过跨非相邻分数修改评分的行为。此事之后，用户修改评分后评论的“有用”（点赞）数据将被清零。

### “太空战狼”
该电影上映后，因吴京作为特别出演，而电影也具有中国化的叙事，故让人联想到了吴京执导并主演的电影《战狼》和《战狼2》，影片上映前便有评论担心该片会成为“太空战狼”。影片上映后，部分观众接受BBC中文网采访时表示，因吴京念台词时偶尔会强调“中国”二字，故“还能感觉出来那股战狼‘劲儿’，但不至于过分”。
新华社下属的瞭望智库通过分析有关该电影的21万条评论数据后发文指出，这部影片受到好评并非主要来自吴京，而观众最关注并乐于讨论的仍然是剧情、源自刘慈欣小说的剧情基本设定、导演团队的改编等，而这些也是《流浪地球》大受欢迎的最主要原因；《流浪地球》和《战狼2》虽然同在“国家认同”维度上有突出表现，对观众情绪的激发点也有很大差异，并得出了不能称《流浪地球》为“太空战狼”的结论。

### 网络迷因

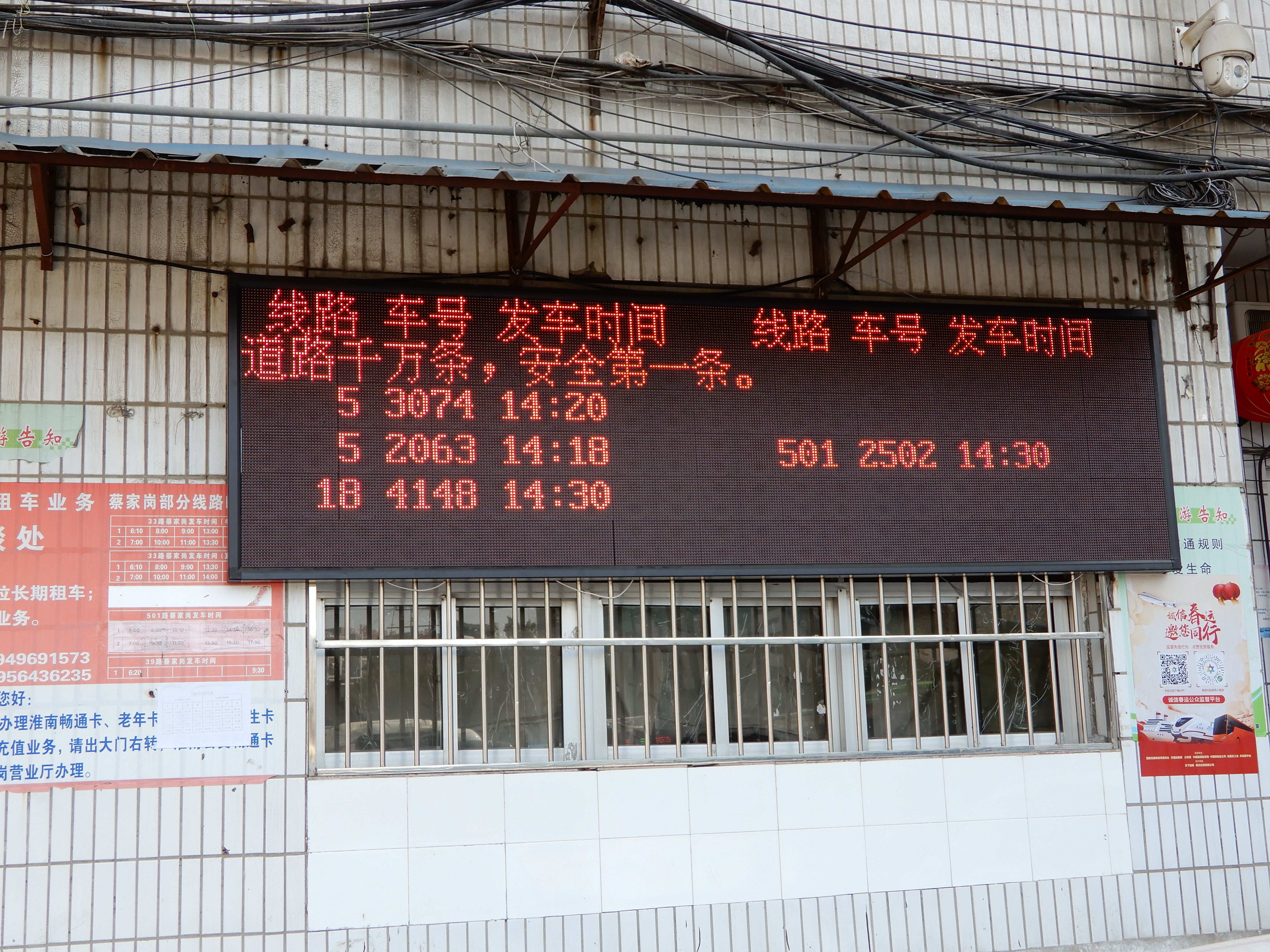
淮南市蔡家岗公交枢纽显示屏上展示的“道路千万条，安全第一条”标语

电影中，虚构的“北京第三区交通委员会”曾多次向驾驶车辆的市民作出如下提醒：“道路千万条，安全第一条；行车不规范，亲人两行泪。”电影上映后，成为了一个。上映时值春节，这句话成为了中国大陆各地交警警示机动车司机在春节期间小心驾驶的口号。苏州市、杭州市、深圳市、潍坊市等地的交警部门亦将这句话直接放在市区各大快速路的信息看板上播放。
“道路千万条，安全第一条”本是由原江苏省张家港市港务局办公室副主任朱国芬提出，该口号于1999年12月获公安部交通管理局举办的“交通安全口号征集活动”一等奖。而“行车不规范，亲人两行泪”据信改自北京市2000年代初的交通宣传口号“司机一滴酒，亲人两行泪”。这个口号来自北京市交通局当时委托北京市作家协会编写的若干交通安全宣传口号之一。该口号传出后，也出现了与各领域有关的效仿，例如有关禁毒的“道路千万条，防毒第一条。吸毒一时爽，亲人泪两行”。 

## 续集
2019年、郭帆在金鸡百花电影节开幕论坛上透露，自己正在筹备《流浪地球》续集，目前还在梳理调研结果和故事线，也表示续集的创作上会更注重人物情感，且在美术特效上做得更精细。2019年11月23日，《流浪地球》在刚刚斩获第32届金鸡奖最佳故事片奖时，郭帆在后台接受采访。他还透露自己的团队刚刚完成观众调研，称观众希望在影片中看到更多的思考以及更好的视效、饱满的人物和角色的情感，这些部分都会在《流浪地球》续集时得到加强。之后，郭帆透露《流浪地球》续集有望在未来两年半到三年正式与观众见面，影片的大纲基本已完成，并将着手准备美术、特效等前期工作，此次也将继续与刘慈欣合作。2020年11月26日，在《流浪地球：飞跃2020特别版》金鸡展映活动上，导演郭帆宣布《流浪地球2》将于2023年1月22日（大年初一）上映，主演吴京和影片监制，原作者刘慈欣都将继续参与续集的制作。郭帆宣布档期之后表示：“说完心里也惴惴不安，说完就是26个月倒计时，回去就要看到龚格尔老师把倒计时牌摆在那儿”。